# Inga Lindström: Sommermond
Sommermond ist ein deutscher Fernsehfilm von Hans-Jürgen Tögel aus dem Jahr 2009. Er ist Bestandteil des ZDF-Herzkino-Sonntagsfilms und der 30. Film der Inga-Lindström-Reihe nach der gleichnamigen Erzählung von Christiane Sadlo. Die Hauptrollen sind mit Nina Bott, Hendrik Duryn, Brigitte Zeh und Christoph Mory besetzt.

## Handlung
Die Verlegerin Svea Jerndahl sollte einen neuen Bildband herausgeben, aber der Autor Erik Larsson macht nicht vorwärts. Er hat den Abgabetermin schon mehrmals verstreichen lassen. Deshalb entscheidet sich Svea, direkt zu ihm nach Hallmaken zu gehen und so lange zu bleiben, bis die Texte fertig sind. Doch Erik hat gerade andere Probleme, denn seine Freundin Lilli hat ihn gerade aus dem gemeinsamen Haus geworfen. Deshalb geht er zu seinem besten Freund Anders, um dort weiterzuarbeiten. Zudem bittet er Anders, Svea an der Fähre abzuholen und ihr zu erzählen, er sei krank. Sie findet heraus, dass die ganze Geschichte erfunden ist und geht zu Anders Haus, wo sie ihn prompt ganz gesund antrifft. Anders bietet ihr an, in seinem Badehaus zu übernachten, solange sie wartet. 
Als Anders Svea etwas zu essen bringen will, trifft er draußen auf Lilli und redet ihr ins Gewissen, sie müsse sich endlich entscheiden, wie es mit Erik weitergehen soll. Anders trinkt mit Svea eine Flasche Wein, er sagt ihr, dass er es schön findet, dass sie da ist. Lilli will sich mit Erik versöhnen, als Anders Sohn Linus reinplatzt und die Zweisamkeit stört. Als Svea Erik am nächsten Morgen im Ort antrifft, sucht er wieder nach Ausreden, weshalb er die Texte noch immer nicht fertig hat. Erik will Lilli Rosen schenken und bittet Linus, sie zu bringen. Lilli ist aber allergisch auf Rosen, deshalb bringt er sie Svea. Statt zu schreiben, kocht Erik. Anders will Svea zum Essen einladen, sie lehnt aber ab. Sie geht zum Hafen und trifft dort auf Lilli. Sie haben dringenden Gesprächsbedarf, denn Svea hat den Verdacht, dass Lilli an der Schreibblockade von Erik schuld ist. Lilli lädt sie zum Mittagstisch bei ihrer Mutter Maria ein. Svea zögert zunächst, doch die beiden Frauen überreden sie, endlich etwas zu essen. Im Gespräch beichtet Svea, dass sie ihren Mann vor fünf Jahren verloren hat und sich seither in die Arbeit stürzt. Auf dem Rückweg kommt Svea an der Werkstatt von Anders vorbei, sie staunt über die Arbeit, die er als Schreiner leistet. Zunächst flirten sie miteinander, dann küsst Anders Svea.
Olof Jerndahl, der Schwiegervater von Svea, kommt überraschend zu Besuch, weil er eine Unterschrift von ihr unter einen Vertrag braucht, sie freut sich so sehr, dass sie ihn umarmt. Anders beobachtet die Szene und zieht die falschen Schlüsse. Erik hat endlich mit dem Schreiben weitergemacht, als der Computer plötzlich abstürzt. Svea kommt mit Olof in diesem Moment bei Erik vorbei, sie glaubt ihm die Geschichte mit dem Absturz nicht. Bevor die beiden zurück nach Stockholm gehen, verabschiedet sich Svea noch von Anders und klärt ihn darüber auf, dass Olof ihr Schwiegervater ist. Anders schaut mit Lilli dem Flugzeug nach, sie sagt ihm, dass Sveas Mann tot ist.
In Stockholm eröffnet Olof Svea, dass er aus dem Verlag aussteigen möchte und die ganze Verantwortung ihr übergeben will. Linus spricht mit seinem Vater über seine Mutter und Frauen im Allgemeinen. Er findet, Anders sollte sich wieder eine Frau suchen. Als er am nächsten Tag etwas in Stockholm ausliefern muss, ruft er Svea an um sich mit ihr zu treffen. Sie hat aber keine Zeit. Erik hat begonnen, die Texte auf Papier neu zu schreiben. Anders lässt nicht locker und wartet vor dem Verlag auf Svea. Er fährt mit ihr zum Möbelgeschäft, das seine Betten verkauft. Dabei versucht sie von ihrem Stress zu kurieren, indem er mit ihr den Tag verbringt. Wieder zu Hause spricht Anders mit Erik über seine Beziehung zu Lilli. Olof bittet Svea, ein Haus auf dem Land für ihn anzuschauen. Zufälligerweise steht es in Hallmaken. Unterwegs ruft Anders sie an, weil er sie vermisst. Sie ist sich nicht sicher, ob sie ihn wieder sehen will. Svea fragt Lilli, ob sie weiß, wo das Haus ist, das Olof gesehen hat. Als sie dort sind, muss sie feststellen, dass es eine ziemliche Bruchbude ist. Da es Lilli ständig schlecht ist, fragt Svea sie, ob sie schwanger ist. Sie bejaht, hat aber Bedenken wegen Erik. In dem Moment ruft Erik Svea an, weil er die Texte endlich fertig hat. Als sie bei Erik ist, reagiert der ziemlich überschwänglich und lädt Svea ein, über Nacht zu bleiben. Erik merkt, dass Anders sich in Svea verliebt hat, gibt ihm aber zu bedenken, dass sie noch komplizierter als seine Ex-Frau ist. Da das Essen noch nicht fertig ist, gehen Anders und Svea noch ein wenig am Strand spazieren. Sie küssen sich wieder und Anders meint, sie hätte nun die Ruhe gefunden. Sie sagt aber das gemeinsame Essen nun doch ab, weil sie alleine sein möchte.
Lilli rast mit dem Jetski herum, als ihre Mutter sie ruft. Sie sagt ihr, dass sie schwanger ist. Maria findet es toll, Lilli nicht so, weil Erik ein Kindskopf ist und sie sich nicht vorstellen kann, dass er das Kind erziehen soll. Erik erzählt Anders, dass Svea beim Autounfall nicht nur ihren Mann, sondern auch ihre Tochter verloren hat. Als Anders zu Svea ins Badehaus geht, liegen ihre Kleider auf dem Steg. Er meint, ihr sei etwas passiert und springt ins Wasser. Doch sie war unter der Dusche. Obwohl sie miteinander geschlafen haben, will Svea am nächsten Morgen wieder davonlaufen. Anders spricht sie auf den Unfall an, dabei erfährt er, dass sie sich Vorwürfe macht, weil sie unachtsam war und deswegen meint, sie hätte den Unfall verhindern können. Erik beklagt sich bei Anders, dass Lilli nichts mehr von ihr wissen will, obwohl sie schwanger ist.
Anders schenkt Svea eine Kamera, weil er das Gefühl hat, dass sie nur so wieder zu sich findet, indem sie wieder das macht, was vor dem Unfall ihre Arbeit war. Sie geht durch Stockholm und macht viele Fotos, als sie Anders begegnet. Sie gibt ihm die Kamera zurück, weil sie nicht mehr als Fotografin arbeiten will. Anders sieht sich die Bilder an und zeigt sie Olof, ohne ihm zu sagen, wer sie gemacht hat. Olof findet die Bilder toll und fragt Anders nach dem Fotografen. Er sagt ihr, dass es seine Schwiegertochter ist. Olof sieht ein, dass er Svea nicht alleine lassen kann und verschiebt seine Pläne auf später. Zudem bittet er Svea, endlich das zu tun, was sie wirklich will. Erik macht Lilli einen Heiratsantrag, er versucht, ihr klarzumachen, dass er sich bessern will. Er hat so viele gute Argumente, dass sie schließlich ja sagt. Sie überbringen Anders die gute Neuigkeit und sagen ihm, dass er nun dran sei. Doch er meint, dass er gegen einen Toten keine Chance hat. Linus ruft Svea an um sie zu fragen, weshalb sie seinen Vater so unglücklich machen muss. Sie sieht endlich ein, dass sie loslassen muss und kehrt zu Anders zurück.

## Hintergrund
Sommermond wurde vom 15. Juni bis zum 10. Juli 2009 unter dem Arbeitstitel Sommer der Gefühle an Schauplätzen in Stockholm, Nyköping und Umgebung gedreht. Produziert wurde der Film von der Bavaria Fiction GmbH.

## Rezeption

### Einschaltquote
Die Erstausstrahlung am 22. November 2009 im ZDF wurde von 7,01 Millionen Zuschauern gesehen, was einem Marktanteil von 19 % entspricht.

### Kritiken
Die Kritiker der Fernsehzeitschrift TV Spielfilm zeigten mit dem Daumen nach unten und fassten den Film mit den Worten „Schmonzes – zu keiner Jahreszeit erträglich“ kurz zusammen.